# Prodontocharax
Genre
Prodontocharax est un genre de poissons téléostéens de la famille des Characidae et de l'ordre des Characiformes.

## Liste d'espèces
Selon FishBase (13 juin 2015):
- Prodontocharax alleni Böhlke, 1953
- Prodontocharax howesi (Fowler, 1940)
- Prodontocharax melanotus Pearson, 1924